# Walter Berry (baloncestista)
Walter Berry (Harlem, Nueva York; 14 de mayo de 1964) es un exjugador de baloncesto estadounidense que disputó 3 temporadas en la NBA, además de jugar en la Liga Italiana, la Liga ACB, la Liga Griega, la liga de Eslovenia y la Liga Venezolana. Con 2,05 metros de estatura, jugaba en la posición de ala-pívot.

## Trayectoria deportiva

### Universidad
Jugó durante dos temporadas con los Red Storm de la Universidad St. John's, en las que promedió 20,1 puntos y 9,9 rebotes por partido. En su última temporada consiguió todos los títulos más importantes que se conceden en el baloncesto universitario norteamericano, haciéndose entre otros con el Premio Adolph Rupp, el Premio John R. Wooden, el Oscar Robertson Trophy, elegido en el primer equipo All American de ese año y ganador del premio al mejor jugador de la Big East Conference.

### Profesional

#### NBA
Fue elegido en la decimocuarta posición del Draft de la NBA de 1986 por Portland Trail Blazers, donde únicamente jugó 7 partidos antes de ser traspasado a San Antonio Spurs a cambio de Kevin Duckworth. Allí se hizo pronto con el puesto de titular, acabando el año con unos promedios de 17,6 puntos y 5,4 rebotes por partido. Continuó con la misma tónica al año siguiente, pero la llegada en la temporada 1988-89 de Larry Brown al banquillo le hizo salir del equipo, al no contar el entrenador con él. Fue traspasado a New Jersey Nets a cambio de Dallas Comegys, pero su situación varió, al verse obligado a jugar en una posición más alejada del aro, siendo además suplente en los primeros 17 partidos de liga, lo que conllevó duras broncas con su entrenador, lo que finalmente le supondría ser apartado del equipo. Firmó entonces como agente libre con los Houston Rockets, pero la situación varió poco, acabando la temporada promediando 8,8 puntos y 3,8 rebotes por noche.

#### Europa
Viéndose sin posibilidades de triunfar en la NBA, decidió aceptar la oferta del Paini Napoli de la Liga Italiana, donde por fin pudo disponer de minutos de juego, que se tradujeron en unas excepcionales estadísticas de 31,0 puntos y 12,2 rebotes por encuentro en su única temporada en el equipo.
Al año siguiente fue a jugar al Atlético de Madrid Villalba de la Liga ACB, siendo fichado por el entonces presidente del club, Jesús Gil por una cifra en aquella época desorbitada para la liga española, 180 millones de pesetas. Allí continuó obteniendo grandes cifras: 33,4 puntos y 11,7 rebotes por partido, y dejando records para jugadores extranjeros en ACB, que hoy en día permanecen vigentes, como el de puntos anotados en un partido, 52 en el día de su debut, y el referido de puntos por partido anotados en una temporada. Pero el equipo desapareció al año siguiente, marchándose a jugar a la Liga Griega, donde en 6 temporadas no repitió equipo dos consecutivas: comenzó jugando en el Aris Salónica, al año siguiente en el Olympiacos, luego en el PAOK Salónica y al año siguiente en el Iraklis, para repetir posteriormente con Olimpiacos y Aris, consiguiendo en esa época dos campeonatos de liga y dos Copa Korac. Su fama de jugador poco comprometido y vago hizo que en toda su carrera deportiva no jugara dos temporadas seguidas en el mismo equipo.
En 1997 regresa a la liga italiana, fichando por el Polti Cantù, donde promedia 20,1 puntos y 10,3 rebotes por partido en su única temporada, Regresa al año siguiente a Grecia, nuevamente al PAOK, para posteriormente fichar por el Olimpija Ljubljana de Eslovenia. En 2000 está de nuevo de vuelta en la liga helena, para jugar con el Makedonikos, acabando su larga carrera profesional al año siguiente en los Panteras de Miranda de la Liga Venezolana.

## Estadísticas de su carrera en la NBA y la ABA

### Temporada regular
| Temporada | Edad | Equipo                 | Liga | P   | TIT | MIN  | TC  | TCA  | %TC  | 3P  | 3PA | %3P  | TL  | TLA | %TL   | R.OF. | R.DEF. | REB | ASIS | ROB | TAP | PER | FP  | PTS  |
| 1986-87   | 22   | TOTAL                  | NBA  | 63  | 45  | 25.2 | 6.5 | 12.2 | .531 | 0.0 | 0.0 | .000 | 3.0 | 4.6 | .649  | 2.2   | 2.7    | 4.9 | 1.7  | 0.6 | 0.6 | 2.4 | 3.1 | 15.9 |
| 1986-87   | 22   | Portland Trail Blazers | NBA  | 7   | 0   | 2.7  | 0.9 | 1.1  | .750 | 0.0 | 0.0 |      | 0.1 | 0.1 | 1.000 | 0.6   | 0.4    | 1.0 | 0.1  | 0.3 | 0.0 | 0.0 | 1.1 | 1.9  |
| 1986-87   | 22   | San Antonio Spurs      | NBA  | 56  | 45  | 28.0 | 7.2 | 13.5 | .529 | 0.0 | 0.1 | .000 | 3.3 | 5.1 | .648  | 2.4   | 3.0    | 5.4 | 1.9  | 0.6 | 0.7 | 2.7 | 3.4 | 17.6 |
| 1987-88   | 23   | San Antonio Spurs      | NBA  | 73  | 56  | 26.3 | 7.4 | 13.2 | .563 | 0.0 | 0.0 |      | 2.6 | 4.4 | .600  | 2.4   | 3.0    | 5.4 | 1.5  | 0.8 | 0.9 | 2.2 | 2.8 | 17.4 |
| 1988-89   | 24   | TOTAL                  | NBA  | 69  | 31  | 19.6 | 3.7 | 7.3  | .507 | 0.0 | 0.0 | .500 | 1.4 | 2.1 | .699  | 1.2   | 2.6    | 3.9 | 1.1  | 0.4 | 0.7 | 1.3 | 2.7 | 8.8  |
| 1988-89   | 24   | New Jersey Nets        | NBA  | 29  | 17  | 19.2 | 3.7 | 8.0  | .468 | 0.0 | 0.0 |      | 1.5 | 2.2 | .683  | 1.1   | 2.9    | 4.0 | 0.7  | 0.3 | 0.4 | 1.4 | 2.4 | 8.9  |
| 1988-89   | 24   | Houston Rockets        | NBA  | 40  | 14  | 20.0 | 3.7 | 6.8  | .541 | 0.0 | 0.1 | .500 | 1.4 | 2.0 | .713  | 1.4   | 2.5    | 3.8 | 1.4  | 0.5 | 0.9 | 1.2 | 2.9 | 8.8  |
| Total     |      |                        | NBA  | 205 | 132 | 23.7 | 5.9 | 10.9 | .539 | 0.0 | 0.0 | .200 | 2.3 | 3.7 | .638  | 1.9   | 2.8    | 4.7 | 1.4  | 0.6 | 0.7 | 2.0 | 2.9 | 14.1 |

### Playoffs
| Temporada | Edad | Equipo            | Liga | P | MIN | TCA | TC | 3PA | 3P | TLA | TL | R.OF. | REB | ASIS | ROB | TAP | PER | FP | PTS | %TC  | %3P  | %FT  | MIN  | PTS  | REB | AST |
| 1987-88   | 23   | San Antonio Spurs | NBA  | 3 | 94  | 27  | 50 | 0   | 1  | 12  | 15 | 13    | 21  | 6    | 5   | 2   | 11  | 10 | 66  | .540 | .000 | .800 | 31.3 | 22.0 | 7.0 | 2.0 |
| 1988-89   | 24   | Houston Rockets   | NBA  | 4 | 57  | 13  | 26 | 0   | 0  | 7   | 8  | 3     | 9   | 5    | 2   | 1   | 6   | 8  | 33  | .500 |      | .875 | 14.3 | 8.3  | 2.3 | 1.3 |
| Total     |      |                   | NBA  | 7 | 151 | 40  | 76 | 0   | 1  | 19  | 23 | 16    | 30  | 11   | 7   | 3   | 17  | 18 | 99  | .526 | .000 | .826 | 21.6 | 14.1 | 4.3 | 1.6 |